# Филимоновская игрушка
Филимо́новская игрушка — русский народный художественный промысел, сформировавшийся в деревне Филимоново Одоевского района Тульской области. Филимоновская глиняная игрушка отличается вытянутыми пропорциями, условной передачей деталей, символическим орнаментом в виде желтых, красных и зеленых полос, елочек, концентрических кругов.

## История
Искусство лепки и росписи глиняной игрушки в Одоевском районе берёт начало в верхнем палеолите. При раскопках Жемчужниковского и Снедковского курганов вблизи Одова, были обнаружены черепки гончарных изделий IX—XI веков, с рисунками и знаками, свойственными современным росписям филимоновской игрушки.
По народному преданию, деревня Филимоново, считающаяся родиной игрушки, названа в честь беглого каторжника и мастера гончарных дел Филимона, который обнаружил залежи хорошей глины и начал лепить из неё горшки и игрушки. Точная дата зарождения промысла филимоновской игрушки неизвестна, однако исторические источники указывают на XVI век. Как и в большинстве гончарных промыслов, мастера работали семейно — мужчины создавали глиняную посуду, кирпичи, печные трубы, сдавая продукцию перекупщикам или самостоятельно на базаре. При этом посуду делали только мужчины и женщины, а девочки вместе с бабушками лепили и расписывали игрушки-свистульки. Игрушки изготавливали из остатков материала, которые не годились для крупных изделий. Все деньги, вырученные от продажи свистулек, откладывали в приданое девочкам.
Ремесленное производство филимоновской игрушки в первоначальном своем виде прекратилось после Октябрьской революции, и до наших дней сохранилось очень мало исторических уникальных изделий. В советские годы оставалось несколько мастериц, не бросавших своего ремесла, среди которых Антонина Ильинична Карпова, Александра Гавриловна Карпова, Елена Кузьминична Евдокимова, Евдокия Ильинична Лукьянова, Анна Иосифовна Дербенева и Александра Федоровна Масленникова. В 1960-е годы эти мастерицы научили своему ремеслу нескольких искусствоведов и коллекционеров. Затем народным техникам обучили молодых художников, и к 1980-м годам искусство филимоновской игрушки окончательно возродилось. Наряду с традиционными барынями, всадниками, животными, возникли сложные групповые композиции и бытовые сцены из деревенской жизни. 
Ещё одним стимулом к популяризации филимоновской игрушки стало открытие с начала 1990-х годов в Одоевской школе искусств специализированного курса, в рамках которого стали преподавать гончарное мастерство по основам лепки. На сегодняшний день в Одоеве филимоновскую игрушку лепят несколько семей, продолжающих художественные традиции старинного промысла.

## Особенности
Основную массу изделий филимоновских мастериц составляют традиционные свистульки, так как считалось, что их свист отпугивает злых духов: барыни, всадники, коровы, медведи, петухи и т. п. Изображения людей — монолитные, скупы — близки древним примитивным фигуркам. Неширокая юбка-колокол у филимоновских барынь плавно переходит в короткое узкое тело и завершается конусообразной головой, составляющей одно целое с шеей. В округлых руках барыня обычно держит младенца или птичку-свистульку. Кавалеры похожи на дам, но вместо юбки у них толстые цилиндрические ноги, обутые в неуклюжие сапоги. Головы фигурок венчают затейливые шляпки с неширокими полями. Интересны композиции, слепленные из нескольких фигурок, например «Любота» — сценка свидания влюбленных.
Все персонажи животного мира имеют тонкую талию и длинную, с изящным изгибом шею, плавно переходящую в маленькую голову. Только форма головы да наличие или отсутствие рогов и ушей позволяют отличить одно животное от другого. У барана рога — круглые завитки-баранки, у коровы — полумесяцем торчат вверх, у оленя — как причудливые ветвистые деревья, а конскую головку венчают небольшие конические ушки. Загадочна фигура медведя с зеркалом: сказочный зверь сидит, широко расставив задние лапы, и держит в передних овальный предмет. Кроме свистулек изготавливают погремушки, называемые «грематухами».

## Производство игрушки
Своей удлиненной формой игрушка обязана местной глине — «синике», обязанной своим названием темно-синему цвету. Добытую глину несколько дней держали в сыром прохладном месте, а затем женщины вымешивали его босыми ногами на деревянном полу. Готовую глину нарезали на пластины и хранили, накрыв влажной тканью. Все операции проводились из целого куска мягкой глины, немногочисленные трещины и неровности заглаживались мокрой рукой, из-за чего форма игрушки становилась вытянутой. После обжига цвет глины становился светло-серым, игрушка немного усыхала, но деформаций и растрескиваний не происходило. Готовые игрушки в прошлом обжигали в горнах, а в настоящее время — в специальных муфельных печах при температуре достигающей 950 градусов.
До середины XIX века филимоновские игрушки не расписывали. Первоначальная краска для росписи готовилась на яичной основе, поэтому роспись отличалась естественными цветами. Однако, такие краски были нестойкими и цвета быстро теряли свою красочность. Во второй половине XIX века стали применять анилиновые красители, но они также не отличались устойчивостью к солнечному свету и быстро выгорали. К 1870-м годам вместо яйца стали использовать ацетон, поэтому росписи получались более стойкие, яркие и колоритные.
Несмотря на относительную ограниченность применяемых характерных для промысла цветов — малиновый, зелёный и жёлтый, во время росписи одни краски накладывались на другие, что в итоге давало дополнительные цветы — красный, ультрамарин, травянисто-зеленый и изумрудно-зеленый. Краску наносили гусиным или утиным пером в строгой очередности: сначала наносили широкие желтые полосы на фигурку, затем рисовали тонкие полоски, круги и другие орнаменты малиновой краской, а в завершении, когда рисунок высыхал, между красными узорами наносили штрихи зелёного цвета.
Животные традиционно расписываются разноцветными полосками вдоль туловища и шеи. Одноцветной, обычно зелёной или малиновой, краской раскрашиваются голова и грудь, на которые часто наносят несложный аляповатый орнамент, который выражает искренние языческие мотивы, людей, живущих в гармонии с природой. При раскраске барышень и кавалеров росписи лица уделяется мало внимания, в то же время они всегда одеты нарядно и ярко. Их шляпки украшены разноцветными полосками, на вороте кофты, юбке и штанах нанесён орнамент стилизованных изображений веток, листиков, полос и звездочек, создающий броский пёстрый декор. Одежда филимоновских фигурок сложилась под влиянием с одной стороны городского костюма, с другой — крестьянских домотканых сарафанов, вышитых рубах и поясов.
Простые и не сложные элементы узоров отображают древние символы: круг — солнце, ёлочки — символ всего растущего на земле (также древо жизни), полосы в виде треугольников — вода, прерывистые линии — дождь, треугольник — сама Земля. Согласно народным традициям, символы несут духовную связь с окружающей природой и имеют свойства защищать от злых духов. Символическое значени также имели сами образы: женская фигурка обозначала плодородие, корова отражало идею традиционной кормилицы, её увеличенное вымя — стремление вызвать большой удой у реального животного, всадник — податель травы, росы, воды, урожая и счастья, корова — символ спасения и благополучия, олень — символ плодородия и богатства, медведь — символ добра, а петух — символ наступающего дня и света. Поэтому преподнесённая в качестве подарка филимоновская игрушка означала пожелание благополучия семье.

## Музей «Филимоновская игрушка»
В 2009 году в Одоеве был открыт музей «Филимоновская игрушка». Основу экспозиции составляют работы старых прославленных мастериц, а также современных мастеров. В музее также экспонируются исторические фотографии и архивные материалы о жизни и творчестве разных поколений мастеров. Музей дополняет экспозицию подлинными предметами крестьянского обихода. В музее проходят лекции по истории промысла, мастер-классы по лепке и росписи свистулек.

## Фестиваль «Сказки Деда Филимона»
С августа 2013 года в поселке Одоев раз в 2 года проводится фестиваль игрушечных и гончарных промыслов «Сказки Деда Филимона». Его целью является привлечение внимания к Одоевскому району, как к одному из центров игрушечного промысла России. На центральной площади у здания музея «Филимоновская игрушка» организуется выставка-ярмарка традиционной глиняной и современной авторской игрушки, изделий гончарных промыслов, мастер-классы, конкурсы и культурно-развлекательная программа творческих коллективов Тульской области.